# Агларов, Мамайхан Агларович
Мамайха́н Агла́рович Агла́ров (27 марта 1935, Ашали, Дагестанская АССР — 14 марта 2017) — советский и российский этнограф, кавказовед, доктор исторических наук (1986), профессор, заслуженный деятель науки Российской Федерации (2005) и Республики Дагестан (1995), член президиума Ассоциации этнографов и антропологов России.

## Биография
В 1958 году окончил Дагестанский государственный университет, затем прошел аспирантуру в ИИЯЛ Дагестанского ФАН СССР.
Стажировку прошёл в Ленинградском отделении ИЭ АН СССР.
С 1961 году он работал в Институте истории, языка и литературы (ныне Институт истории, археологии и этнографии ДНЦ РАН).
С 1961 по 1968 год младший научный сотрудник, с 1968 по 1987 год старший научный сотрудник. С 1987 по 2001 год ведущий научный сотрудник. С 2001 по 2006 год был заведующим отделом этнографии ИИАЭ ДНЦ РАН.
С 2006 года главный научный сотрудник отдела.
Входил в экспертную комиссию по законодательству РД; Президиум Ассоциации этнологов и антропологов России; международную комиссию по национальным меньшинствам (Марибор, Словения); международную комиссии по обычному праву (Амстердам, Нидерланды). Он также входил в Конституционную комиссию РД, участвовал в создании первой Конституции Республики Дагестан; являлся членом Координационного центра при Президенте РД по формированию гражданского общества; экспертом общественной палаты РД (по проблемам самоуправления); членом Экспертного совета при НС РД.
В 1982 году преподавал в Будапештском университете, а в 1996 году в Карловском в Праге.
С 1994 года профессор кафедры истории и теории культуры Дагестанского ГУ.

## Научная деятельность
В 1967 году защитил кандидатскую диссертацию на тему: «Андийская группа народностей в XIX — нач. XX в. историко-этнографическое исследование». В 1986 году защитил докторскую диссертацию «Сельская община в Нагорном Дагестане в XVIII — начале XIX в.».
Мамайхану Агларовичу принадлежит принципиально новая научная интерпретация феномена сельской общины Дагестана как гражданской общины полисного типа, фундаментальные исследования генеза террасного земледелия в Дагестане, вопросов этногенеза, причин языковой дивергенции и конвергенции как следствие культурной реакции на формы политической организации.
Он выдвинул и обосновал новую интерпретацию террасного земледелия в Дагестане.
Успешно разрабатывал проблемы эволюции сельской общины в советский и постсоветский период, перспектив использования дагестанских традиций гражданского самоуправления в целях формирования в республике гражданского общества.
В сферу его научных интересов входит исследование хозяйственного освоения горно-долинной зоны Дагестана в контексте специфики социальной самоорганизации сельских общин данной зоны.
В 1989 году являлся участником Советско-йеменской экспедиции в Хадрамауте, изучая древнюю ирригацию, впервые обнаружил и описал гигантскую почвозащитную систему погребенных искусственных сооружений, позволившей древним ирригаторам «экстраполировать» плодородные лёссовые наносы, на верховьях речных долин.
Мамайхан Агларович автор более 250 научных работ в том числе 11-ти монографий.

## Основные публикации
- Формы заключения брака и свадебная обрядность андийцев в XIX в. // СЭ. 1964. № 6. С. 130—137;
- Очерки этнографии земледелия Южного Дагестана // Дагестанский этнографический сборник. Махачкала, 1974. Вып. 1. С. 204—228;
- Языческое святилище на вершине горы Бахарган (к изучению общинных и национальных культов в Дагестане) // Мифология народов Дагестана. Махачкала, 1984. С. 36-42;
- Террасное земледелие Дагестана (вопросы генезиса, культурной типологии и социальной роли системы) // Studia Praehistorica. София, 1986. Вып. VIII. С. 50-62;
- Этнокультурные вопросы в условиях множественности политических структур в Дагестане (до XX в.) // СЭ. 1987. № 4. С. 48-58;
- Сельская община в нагорном Дагестане в XVII — нач. XX в. (исследование взаимоотношения форм хозяйства, социальных структур и этноса). М., 1988;
- Ethnogenesis in terms of polystructural (federal) political layout in Daghestan. М., 1988;
- Хиджли верховий вади Хадрамаута (к изучению гуманитарного аспекта селевой ирригации в Южной Аравии) // История взаимодействия общества и природы. Факты и концепции. М., 1990. С. 9-10;
- Современные параллели древним этночленениям в Дагестане // Алародии. М., 1995. С. 117—124;
- Этногенез в свете политантропологии и этнонимии в Дагестане. Махачкала, 1998;
- Андийцы. Историко-этнографическое исследование. Махачкала, 2002;
- Горские демократии на Кавказе: традиции и перспективы. Тбилиси, 2002[1].